# Liste des maires d'Origny-en-Thiérache
Pour un article plus général, voir Origny-en-Thiérache.
La Liste des maires de Origny-en-Thiérache regroupe les noms des maires de la commune de Origny-en-Thiérache avec leur date de prise de fonction ainsi que les dates de fin de fonctions des maires.

## Liste des maires
| Période                                  | Période         | Identité                       | Étiquette | Qualité                                                                     |
| ---------------------------------------- | --------------- | ------------------------------ | --------- | --------------------------------------------------------------------------- |
| 1602                                     | 1625            | Loys Bigot                     |           |                                                                             |
| 1625                                     | 1646            | Eloy Desons                    |           |                                                                             |
| 1646                                     | 1651            | Arnould Deny                   |           |                                                                             |
| 1651                                     | 1656            | François Parisot               |           |                                                                             |
| 1656                                     | 1657            | Jacques Terrien                |           |                                                                             |
| 1657                                     | 1670            | Pierre Bigot                   |           |                                                                             |
| 1670                                     | 1675            | Claude Faroux                  |           |                                                                             |
| 1675                                     | 1676            | Remy Durin, jeune              |           |                                                                             |
| 1676                                     | 1682            | Jehan Haution                  |           |                                                                             |
| 1682                                     | 1683            | Henry Nicart                   |           |                                                                             |
| 1683                                     | 1687            | Toussaint Terrien              |           |                                                                             |
| 1687                                     | 1689            | Pierre Devin                   |           |                                                                             |
| 1689                                     | 1690            | Pierre Blond                   |           |                                                                             |
| 1690                                     | 1691            | Adam Josquin                   |           |                                                                             |
| 1691                                     | 1696            | Jean Fouan                     |           |                                                                             |
| 1696                                     | 1699            | François Leleu                 |           |                                                                             |
| 1699                                     | 1726            | Pierre Terrien                 |           |                                                                             |
| 1726                                     | 1731            | Jacques Defer                  |           |                                                                             |
| 1731                                     | 1737            | Jean Bruyère                   |           |                                                                             |
| 1737                                     | 1739            | Pierre Bécret                  |           |                                                                             |
| 1739                                     | 1774            | Pierre Terrien                 |           |                                                                             |
| 1774                                     | 1779            | Antoine Vaudelet               |           |                                                                             |
| 1779                                     | 1780            | Alexis Sorlin                  |           |                                                                             |
| 1780                                     | 1786            | Jean Janvier                   |           |                                                                             |
| 1786                                     | 1787            | Nicolas Martin                 |           |                                                                             |
| 1787                                     | 1789            | Jacques Wuilliot               |           |                                                                             |
| 1789                                     | 1791            | Adrien-Francois Soyer          |           |                                                                             |
| 1791                                     | 1793            | Cyr Faroux                     |           |                                                                             |
| 1793                                     | 1794            | Joseph Frotin                  |           |                                                                             |
| 1794                                     | 1793            | François Hippacq               |           |                                                                             |
| 1793                                     | 1797            | Jean-Baptiste Bécret           |           | agent municipal                                                             |
| 1797                                     | 1797            | Louis-François-Joseph Mairesse |           | agent municipal provisoire                                                  |
| 1797                                     | 1797            | Nicolas Dentier le jeune       |           | agent municipal                                                             |
| 1797                                     | 1798            | Nicolas Faroux                 |           | agent municipal                                                             |
| 1798                                     | 1799            | Antoine Aubin                  |           | agent municipal provisoire                                                  |
| 1799                                     | 1800            | Antoine Aubin                  |           | agent municipal                                                             |
| 1800                                     | 1802            | Antoine Aubin                  |           |                                                                             |
| 1802                                     | 1806            | Jean-Nicolas Tanneur           |           |                                                                             |
| 1806                                     | 1832            | Pierre Wuillot                 |           |                                                                             |
| 1832                                     | 1848            | Eugène Tanneur                 |           |                                                                             |
| 1848                                     | 1848            | Clovis Bocquet                 |           | maire par intérim                                                           |
| 1848                                     | 1870            | Edouard-Adolphe-Amand Michaux  |           | auteur de Histoire d'Origny-en-Thiérache et de ses environs [lire en ligne] |
| 1870                                     | 1870            | Isaïe Defer                    |           | membre de la Commission municipale                                          |
| 1870                                     | 1870            | André Burluraux                |           | membre de la Commission municipale                                          |
| 1870                                     | 1871            | Emile Larmuzeaux               |           | membre de la Commission municipale                                          |
| 1871                                     | 1874            | Edouard-Adolphe-Amand Michaud  |           | auteur de Histoire d'Origny-en-Thiérache et de ses environs [lire en ligne] |
| 1874                                     | 1874            | Jean Baptiste Faroux           |           | maire par intérim                                                           |
| 1874                                     | 1879            | Eugène Tanneur                 |           |                                                                             |
| 1879                                     | 1888            | Adelphe-Amédéé Michaux         |           |                                                                             |
| 1888                                     | 1891            | Emile Larmuzeaux               |           |                                                                             |
| 1891                                     |                 | Zéphir Brugnon                 |           |                                                                             |
|                                          |                 |                                |           |                                                                             |
| ~1940                                    | ~1940           | Drucbert Dessons               |           | Membre de la SAHVT                                                          |
|                                          |                 |                                |           |                                                                             |
|                                          | 1988            | Édouard Pouchèle               | S.F.I.O.  | Docteur en médecine                                                         |
|                                          |                 |                                |           |                                                                             |
| mars 2001                                | réélu mars 2008 | Jean-Louis Pérotin             |           |                                                                             |
| Les données manquantes sont à compléter. |                 |                                |           |                                                                             |

## Compléments